# アポロノフ島
アポロノフ島(アポロノフとう、ロシア語: Остров Аполлонова)は北極海の一部であるバレンツ海に位置するロシア連邦領ゼムリャフランツァヨシファの島である。

## 歴史
島は、20世紀初めに極地探検家アンソニー・フィアラによって発見された。島名は1933年のソ連の探検隊の隊長ドミトリー・アポロノフ(Дмитрий Аполлонов)に因んで名づけられた